# エミール・フォン・ベーリング賞
エミール・フォン・ベーリング賞（Emil-von-Behring-Preis）は、ドイツのフィリップ大学マールブルクが授与する賞。
エミール・フォン・ベーリングの業績を記念して1942年に創設された。医学、獣医学、および自然科学で卓越した貢献をした科学者に隔年で授与され、賞金は20,000ユーロ。

## 受賞者
- 1942年 Paul Uhlenhuth
- 1944年 リヒャルト・クーン
- 1948年 Hans Schmidt
- 1950年 Gaston Ramon
- 1952年 フランク・マクファーレン・バーネット
- 1954年 Michael Heidelberger
- 1956年 Hans Kleinschmidt
- 1958年 Pierre Grabar
- 1960年 Fritz Kaudewitz
- 1962年 Werner Schäfer
- 1964年 Otto Westphal
- 1966年 Albert Hewett Coons
- 1968年 Milan Hašek
- 1970年 Gustav Nossal
- 1972年 Michael Sela
- 1974年 Georg Klein
- 1976年 Hans J. Müller-Eberhard
- 1978年 Peter Perlmann
- 1980年 多田富雄
- 1982年 ロベルト・フーバー
- 1984年 René Germanier
- 1986年 Friedrich Deinhardt
- 1988年 麦徳華
- 1990年 グレゴリー・ウィンター
- 1992年 Don Craig Wiley
- 1994年 長田重一
- 1996年 ラルフ・スタインマン
- 1998年 Marco Baggiolini
- 2000年 Volker ter Meulen
- 2002年 Fritz Melchers
- 2004年 ルスラン・メジトフ
- 2006年 Werner Goebel, Gerhard Gottschalk
- 2008年 Klaus Rajewsky
- 2010年 Hans-Dieter Klenk
- 2014年 Stewart T. Cole
- 2017年 Yasmine Belkaid
- 2019年 受賞者なし
- 2021年 Andreas Peschel
- 2023年 Elisabeth Campbell

## 参照
- Emil von Behring-Preis der Philipps-Universität Marburg